# Franz Napoleon Heigel
Franz Napoleon Heigel (* 15. Mai 1813 in Paris; † 22. Juni 1888 in München) war ein deutscher Maler.

## Leben

Frauenbildnis. Aquarell von F. N. Heigel, 1860

Heigel wurde in Paris als Sohn des Porträtmalers Joseph Heigel (1780–1837) geboren. Er wurde an der Kunstakademie in München sowie in mehreren Ateliers, ab 1828 in Paris bei Guérin ausgebildet, bevor er dann Studienreisen nach Italien (1839 und 1846), Belgien und Frankreich unternahm.
Anschließend war er am bayerischen Hof als Porträt- und Genremaler tätig und erstellte zahlreiche Aquarelle und Miniaturen. Er porträtierte nicht nur sämtliche Mitglieder des Königshauses, sondern auch Berühmtheiten aus Wissenschaft und Kunst. Bis Ende der 1850er Jahre hat Heigel über 800 Miniaturbildnisse gemalt. Besonders hervorzuheben ist die charakteristische Darstellung unterschiedlicher Nationalitäten in Heigels Genre- und besonders Kostümmalerei.
Heigel wurde mit der Bayerischen Medaille für Kunst und Wissenschaft ausgezeichnet und war Ehrenmitglied der Belgischen Gesellschaft der Aquarellisten. Seine Werke wurden in der Kunsthalle Bremen sowie im Metropolitan Museum of Art ausgestellt.
Franz Heigel starb 1888 im Alter von 75 Jahren in München.

## Grabstätte

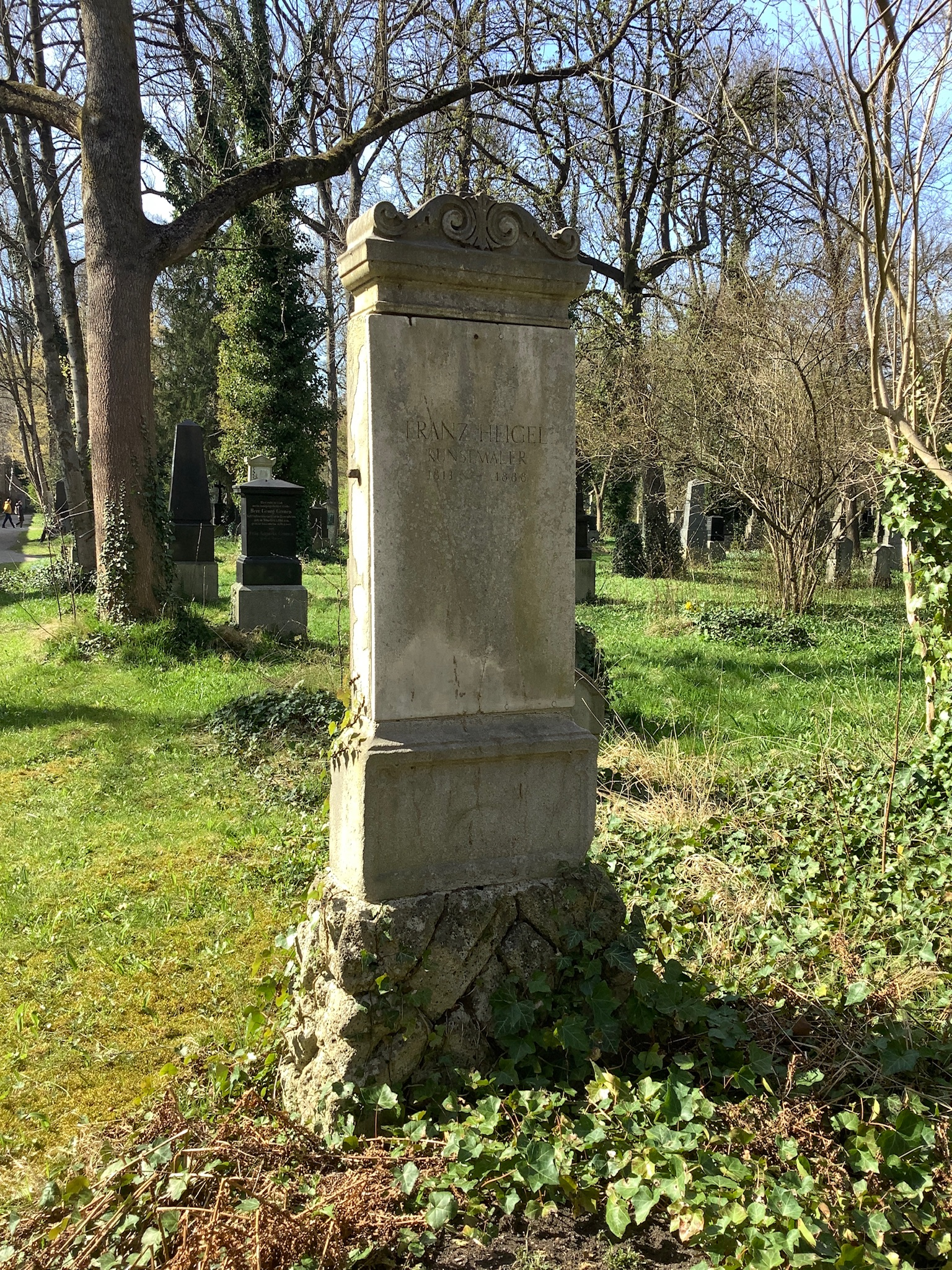
Grab von Franz Heigel auf dem Alten Südlichen Friedhof in München

Die Grabstätte von Franz Heigel befindet sich auf dem Alten Südlichen Friedhof in München (Gräberfeld 39 – Reihe 1 – Platz 1) Standort.